# Awszar
Awszar – wieś w Armenii, w prowincji Ararat. W 2011 roku liczyła 4929 mieszkańców.